# 디킨 로스쿨
디킨 로스쿨(Deakin School of Law) 오스트레일리아 멜버른 근처 디킨 대학의 기롱 캠퍼스 및 멜버른 캠퍼스에 위치한 로스쿨이다.
프로그램은 다른 로스쿨과 차별화하여 상법에 집중하고 있으며, 강의와 지도를 통해 이론적이고 실무적인 법학 교육을 하고 있다.

## 학부 과정
학부 과정의 졸업 후 진로는 로펌, 기업의 법무팀, 관공서, 회계 법인, 연구 기관 등이다.
다음과 같은 프로그램들이 있다. 프로그램 전부를 나열하지는 않았다. 법률 관련 직업 진출의 기초가 된다.
- 법학사(Bechelor of Laws(LLB)) : 4년제 풀-타임 프로그램이다.  2년 여의 학업이나 경력이 선행되어야 한다.
- 학사/법학사(BA/LLB) : 5년제 풀-타임 프로그램이다.
- 경영학 학사/법학사(BMgt/LLB) : 5년제 풀-타임 프로그램이다.

## 대학원 과정
- 상법 수료 과정 - 투락의 멜버른 캠퍼스에서 제공된다. 6개월 수업이나 동등한 파트-타임 경력이 소요된다.
- 상법학 석사 과정 - 투락의 멜버른 캠퍼스에서 제공된다. 1년 풀-타임 수업이나 동등한 파트-타임 경력이 소요된다.
- 법학 석사 과정 - 투락의 멜버른 캠퍼스에서 제공된다. 1년 풀-타임 수업이나 동등한 동등한 파트-타임 경력이 소요된다.
- 법학 석사 과정 / 전공 논문 - 버우드의 멜버른 캠퍼스에서 제공된다. 1년 6개월의 풀-타임 수업이나 동등한 파트 동등한 파트-타임 경력이 소요된다.
- 법학 박사(PhD) 과정 - 버우드의 멜버른 캠퍼스, 투락의 멜버른 캠퍼스, 와우른 폰즈의 기롱 캠퍼스, 와남불 캠퍼스에서 제공된다. 3-4년의 풀-타임 수업이나 동등한 파트-타임 경력이 소요된다.

현재 대학원 과정의 전공 지도 분야는 상법, 기업 법률, 국제 무역, 세법, 공정 거래법(Competition Law), 무역 관습 등이다.